# Emmanuel Ernest
Emmanuel Ernest (Monrovia, 30 dicembre 2000) è un calciatore liberiano, attaccante del Tirana e della nazionale liberiana.

## Carriera

### Club
Ernest ha iniziato a giocare a calcio in Nigeria nella Christ Ambassador Sport Academy. Nel marzo del 2020 si è trasferito in Romania dove ha iniziato la sua carriera professionistica con lo Sporting Roșiori ed il 5 gennaio 2021 è stato acquistato dal Rapid Bucarest con cui ha giocato il suo primo incontro professionistico il 19 aprile in Liga II contro l'U Craiova. Al termine della stagione è passato al Ripensia Timișoara ma dopo metà stagione ha lasciato il club per giocare nella seconda squadra dell'Argeș Pitești.
Nell'estate del 2022 si è trasferito a Cipro del Nord, dove ha firmato un contratto con l'Hamitköy. Dopo soli sei mesi è passato all'Al-Uruba, per poi tornare a Cipro nell'estate seguente al Çetinkaya Türk.
Il 20 giugno 2024 è stato acquistato dall'Aarau.

### Nazionale
Nel settembre del 2024 ha ricevuto la prima convocazione da parte della nazionale liberiana, ed il 6 settembre ha fatto il suo esordio nell'incontro di qualificazione per la Coppa d'Africa 2025 pareggiato 1-1 contro il Togo.

## Statistiche

### Cronologia presenze e reti in nazionale
| Cronologia completa delle presenze e delle reti in nazionale ― Liberia | Cronologia completa delle presenze e delle reti in nazionale ― Liberia | Cronologia completa delle presenze e delle reti in nazionale ― Liberia | Cronologia completa delle presenze e delle reti in nazionale ― Liberia | Cronologia completa delle presenze e delle reti in nazionale ― Liberia | Cronologia completa delle presenze e delle reti in nazionale ― Liberia | Cronologia completa delle presenze e delle reti in nazionale ― Liberia | Cronologia completa delle presenze e delle reti in nazionale ― Liberia |
| Data                                                                   | Città                                                                  | In casa                                                                | Risultato                                                              | Ospiti                                                                 | Competizione                                                           | Reti                                                                   | Note                                                                   |
| ---------------------------------------------------------------------- | ---------------------------------------------------------------------- | ---------------------------------------------------------------------- | ---------------------------------------------------------------------- | ---------------------------------------------------------------------- | ---------------------------------------------------------------------- | ---------------------------------------------------------------------- | ---------------------------------------------------------------------- |
| 6-9-2024                                                               | Lomé                                                                   | Togo                                                                   | 1 – 1                                                                  | Liberia                                                                | Qual. Coppa d'Africa 2025                                              | -                                                                      | 87’                                                                    |
| 10-9-2024                                                              | Monrovia                                                               | Liberia                                                                | 0 – 3                                                                  | Algeria                                                                | Qual. Coppa d'Africa 2025                                              | -                                                                      | 46’                                                                    |
| 11-10-2024                                                             | Malabo                                                                 | Guinea Equatoriale                                                     | 1 – 0                                                                  | Liberia                                                                | Qual. Coppa d'Africa 2025                                              | -                                                                      | 61’ 66’                                                                |
| 14-10-2024                                                             | Monrovia                                                               | Liberia                                                                | 1 – 2                                                                  | Guinea Equatoriale                                                     | Qual. Coppa d'Africa 2025                                              | -                                                                      | 46’                                                                    |
| 13-11-2024                                                             | Monrovia                                                               | Liberia                                                                | 1 – 0                                                                  | Togo                                                                   | Qual. Coppa d'Africa 2025                                              | -                                                                      | 57’                                                                    |
| 17-11-2024                                                             | Tizi Ouzou                                                             | Algeria                                                                | 5 – 1                                                                  | Liberia                                                                | Qual. Coppa d'Africa 2025                                              | -                                                                      | 84’                                                                    |
| Totale                                                                 |                                                                        | Presenze                                                               | 6                                                                      |                                                                        | Reti                                                                   | 0                                                                      |                                                                        |